# Czah Ab
Czah Ab – miasto w Afganistanie, w prowincji Tachar. W 2017 roku liczyło 25 300 mieszkańców.